# Chiesa di San Giuseppe Cottolengo (Palermo)
La chiesa di San Giuseppe Cottolengo è una chiesa parrocchiale di Palermo che si trova nel quartiere Malaspina-Palagonia, nella Circoscrizione VIII della città.

## Culto
È dedicata al fondatore della Piccola casa della Divina Provvidenza, san Giuseppe Benedetto Cottolengo, la cui festa liturgica ricorre il 30 aprile.
La dedicazione ricorre ogni anno nel mese di novembre, allorquando la parrocchia fa ricadere i festeggiamenti.

## Storia
Il decreto di erezione canonica riporta la data del 23 marzo 1956, allorquando viene ufficialmente decisa la programmazione dell'edificazione. Costruita tra il 1957 e il 1960, viene invece dedicata al Santo Cottolengo nel novembre del 1961. Essa ricopre un'area ben estesa con un bacino di circa 10 000 abitanti.
Nelle aree interne della zona tra segreteria e sagrestia vi è stata esposta a lungo inosservata una bella opera a tema religioso (Il battesimo di Gesù) di Michele Dixit, pittore palermitano di forte influenza liberty.
Inoltre una imponente pala d'altare dello stesso Dixit raffigurante San Giuseppe Cottolengo, storia della titolazione ,che era stata corredo della chiesa, nel tempo, è andata danneggiata in maniera grave. Nel novembre del 2020 per questo motivo, sotto il parrocato  di Don Gioacchino D'agostino  ha avuto inizio l'importante operazione di restauro conservativo ed estetico che ne ha visto il ritorno il 12 novembre 2021 ad opera di Agata Basile consulente d’arte incaricata che ha riportato l’altare all’origine. Attualmente  l’altare ha riaccolto anche il battesimo di Gesù ed una terza opera dedicata al Beato Pino Puglisi.